# Dreamsville
Dreamsville från 2006 är den svenska jazzsångerskan Maria Winthers debutalbum med material från ”The American Songbook”.

## Låtlista
1. Dreamsville (Henry Mancini/Redd Evans/Jerry Livingston) – 5:48
2. April in Paris (Vernon Duke/E.Y. Harburg) – 4:10
3. A Foggy Day in London Town (George Gershwin/Ira Gershwin) – 6:18
4. A Flower is a Lovesome Thing (Billy Strayhorn) – 3:22
5. I've Grown Accustomed to His Face (Frederick Loewe/Alan Jay Lerner) – 6:17
6. You Must Believe in Spring (Michel Legrand/Marilyn Bergman) – 4:40
7. Love is a Many Splendoured Thing (Sammy Fain/Paul Francis Webster) – 4:45
8. At Last (Harry Warren/Mack Gordon) – 5:40
9. For Heaven's Sake (Don Meyer/Elise Bretton/Sherman Edwards) – 4:59
10. We'll be Together Again (Carl Fischer/Frankie Laine) – 5:50

## Medverkande
- Maria Winther – sång
- Gösta Rundqvist – piano
- Joakim Milder – tenorsaxofon
- Christian Spering – bas
- Ola Hultgren – trummor

## Mottagande
Skivan fick ett blandat mottagande när den kom ut med ett snitt på 3,3/5 baserat på fyra recensioner.